# Кайсери
Ка́йсери (тур. Kayseri), Кесари́я (греч. Καισάρεια, арм. Կեսարիա [kesɑ́ɾi(j)ɑ]  Кеса́рия, лат. Caesarea) или Мажа́к (грабар Մաժաք (Mažakʻ)) — город в Турции, административный центр вилайета Кайсери, у северного подножия вулкана Эрджияс.

## История
В древние времена был известен как Кесария Каппадокийская, Цезарея, Мазака и Евсевия. Был резиденцией каппадокских царей. Затем, после обращения Каппадокии в римскую провинцию (8 год), переименована императором Тиберием в Кесарию и служила местом чеканки римских монет в Азии. Была центром распространения христианства. После разделения Каппадокии на провинции при императоре Валенте, Кесария стала столицей Cappadociae primae. В IV веке местную кафедру занимал святитель Василий Великий.

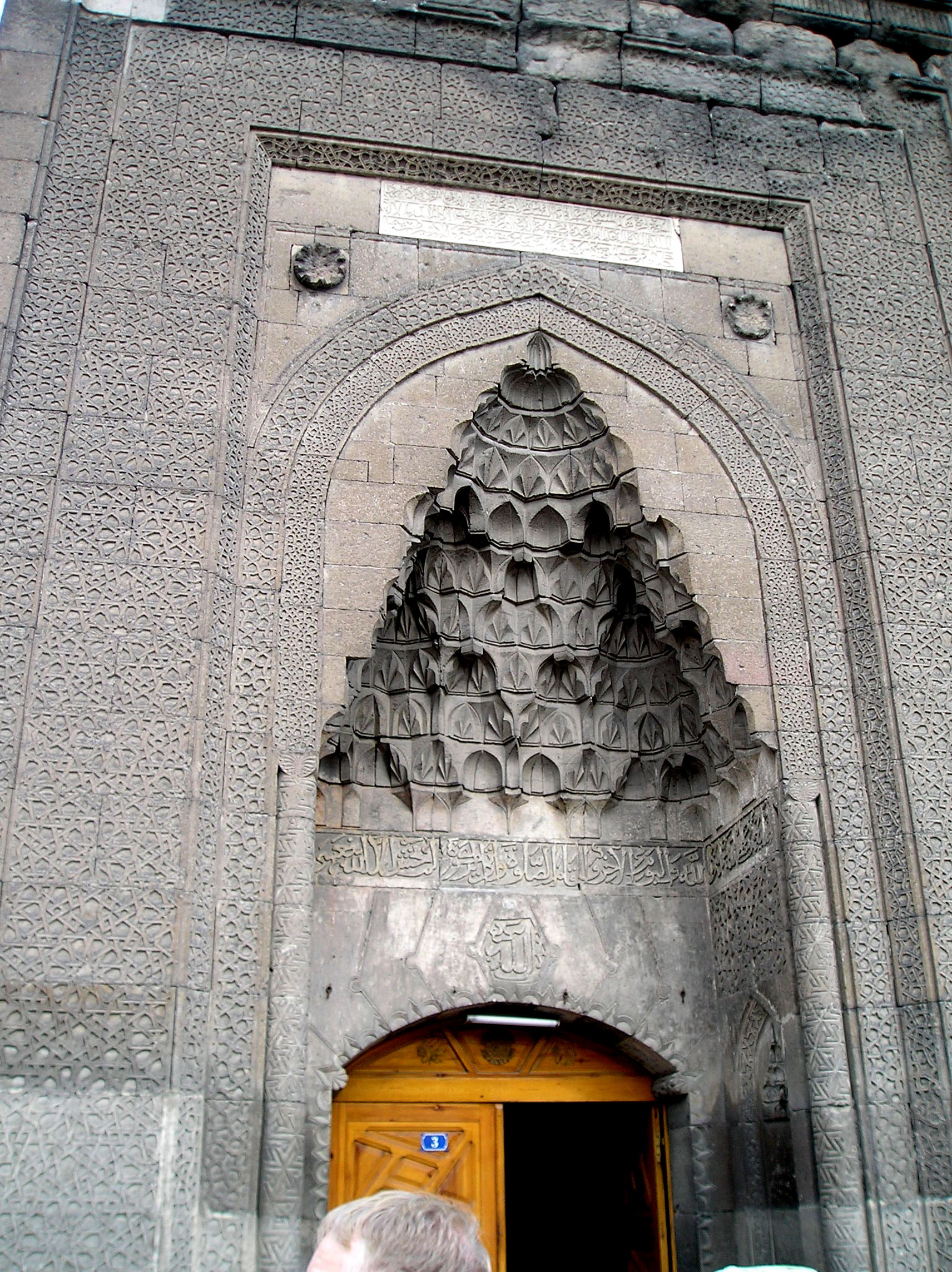
Дверная деталь эпохи сельджуков мечети Хунат-Хатун-и-Кюлье, построенной в 1238 году султаной Хунат-хатун, супругой султана Анатолии Сельджука Ала ад-Дина Кей-Кубада I и матерью султана Гийас ад-Дина Кей-Хосров II

До захвата вторгшимися сюда из Средней Азии  турками-сельджуками в 1080 году город находился под армянским управлением . В течение более чем 200 лет входил в состав Румского султаната. Присоединён к Османской империи в 1515 году. Во 2-й половине XIX века в Анатолию прибыло значительное количество черкесов, изгнанных с Западного Кавказа (историческая Черкесия) после поражения в Кавказской войне. Многочисленные поселения потомков изгнанников существуют к востоку от Кайсери до сих пор.

## Этимология
Кайсери изначально упоминался в работах Страбона как Мазака, во время которого он был столицей римской провинции Киликии, известной также как Эусебия в Аргее (Εὐσεια ἡ πρὸς τῶι Ἀργαίωι на греческом языке). Когда пришли мусульмане-арабы, они приспособили произношение к своему письму, в результате чего возникла Кайсария (обратите внимание, что буква C в классической латыни была произнесена K), и это в конечном итоге стало Кайсери. Тюрки-сельджуки взяли город под свой контроль примерно в 1080 году.

## История

### Древняя история
Город населяется около 3000 до н. э. с созданием древней торговой колонии в Кюльтепе, которая связана с хеттами. Город всегда был важным торговым центром, поскольку расположен на основных торговых маршрутах, особенно вдоль так называемого Великого шёлкового пути. Рядом находится Кюльтепе, один из старейших городов Малой Азии.
Город служил резиденцией царей Каппадокии. В древние времена он находился на перекрестке торговых путей от Синопа до Евфрата и Персидской царской дороги, которая простиралась от Сардиса до Суз в течение более 200 лет персидского правления Ахеменидов. В римские времена подобный маршрут от Эфеса до Востока также пересекал город. Город стоял на низком выступе на северной стороне горы Эрджиес (гора Аргиус в древние времена). В старом городе сохранилось лишь несколько следов древнего места.

### Эллинистические времена
Город был центром сатрапии под персидским господством, пока не был завоеван Пердиккой, одним из диадохов Александра Македонского. Затем город вошел в Селевкидскую империю после битвы при Ипсусе, но снова стал центром автономного Большого Каппадокийского царства под Ариаратом III Каппадокии примерно в 250 году до нашей эры. В последующий период город попал под влияние эллинистического влияния и получил греческое имя Евсевия в честь царя Каппадокии, Ариарата V Евсеба Филопатора (163—130 до н. э.). Был разграблен армянским царём Тиграном I. Новое имя Кесарии, которым оно было известно, было дано ему последним каппадокийским царем Архелаем или возможно римским императором Тиберием.

### Под влиянием Рима и Византии
Кесария была разрушена царем Сасанидов Шапуром I после его победы над императором Валерианом I в 260 г. н. э.. В то время было зарегистрировано около 400 000 жителей. В IV веке епископ Василий основал церковный центр на равнине, примерно в одной миле к северо-востоку, который постепенно вытеснил старый город. Он включал систему богадельни, приюта для детей, домов престарелых и лепрозорий (лепрозный госпиталь).
В период правления императора Юстиниана II (535—536 годы) входил в состав провинции «Третья Армения». В VII-IX веках входил в состав Армянской фемы 

### Исламская эра

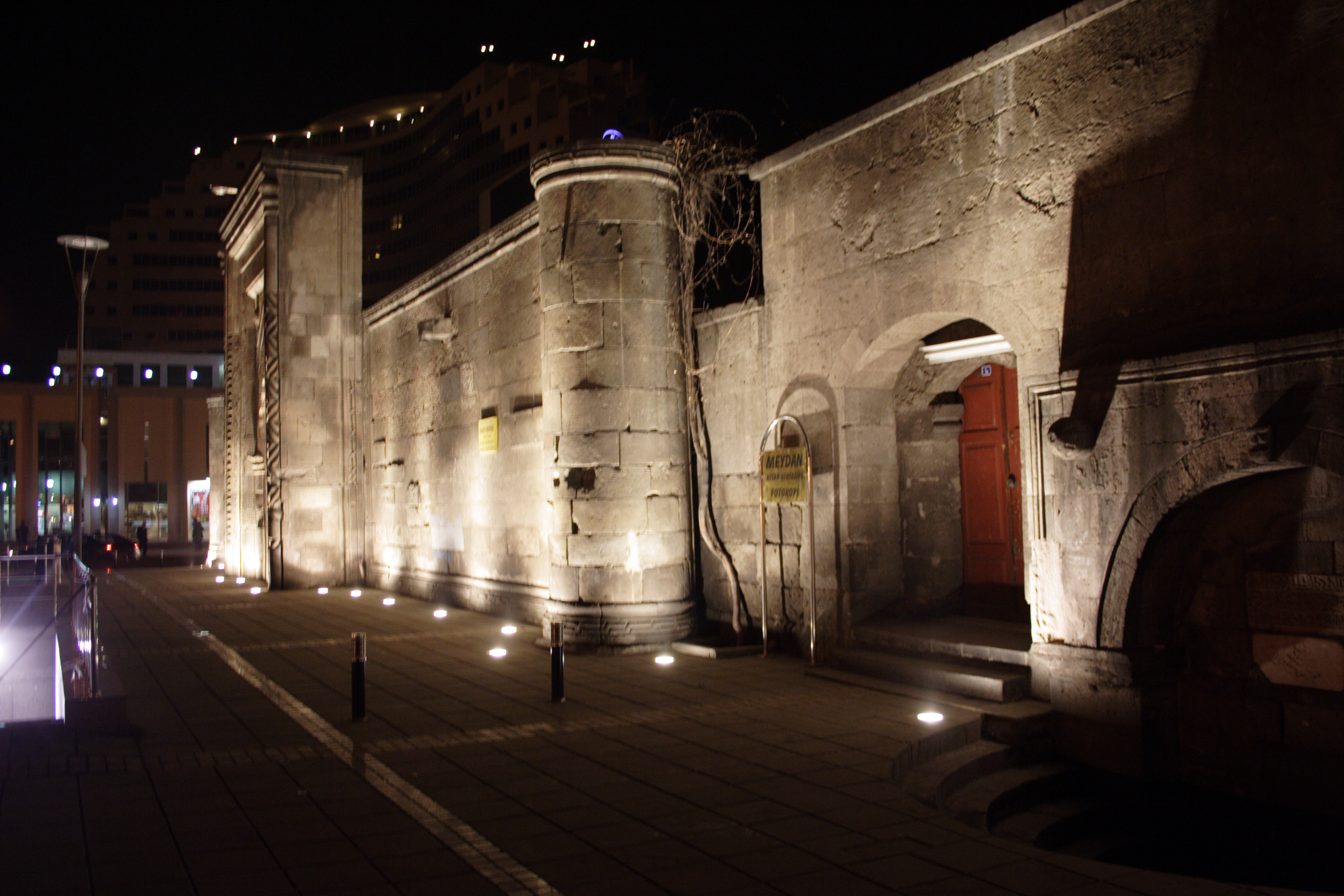
Стены эпохи сельджуков. Медресе Сахабие

Арабский военачальник (а позднее первый халиф Омейядов) Муавия вторгся в Каппадокию и временно отвоевал Кесарию у византийцев в 647 году. Город был назван Кайсария (قيصرية) арабами, а позже Кайсери (قیصری) сельджукскими турками, когда он был захвачен султаном Альпом Арсланом в 1067 году. Войска последнего уничтожили город и его население.
В 1074—1178 гг. область попала под контроль Данишмендидов и была восстановлена в 1134 году. Анатолийский султанат контролировал город в течение 1178—1243 гг.
Город попал под власть Османской империи в 1515 году.

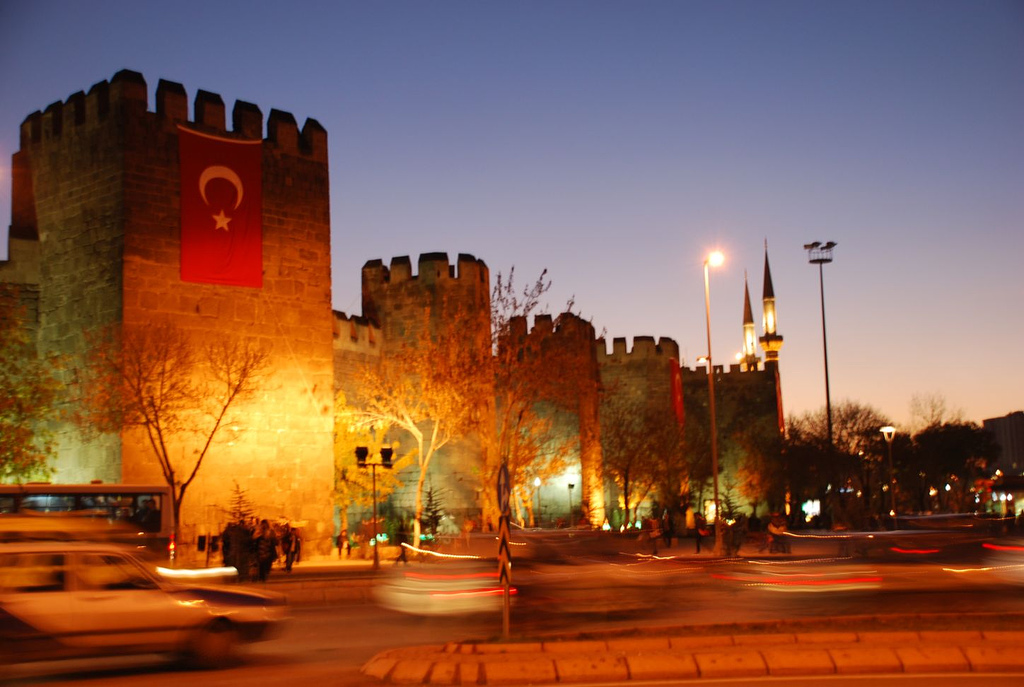
Городские стены Кайсери в 2006 году

Таким образом, для Кайсери было три периода золотого века. Первый, начиная с 2000 года до н. э., был тогда, когда город был связан торговым сообщением между ассирийцами и хеттами. Второй золотой век пришёл во времена римского правления (1-11 вв.). Третий золотой век был во времена правления сельджуков (1178—1243), когда город был второй столицей государства.
1500-летний замок Кайсери, построенный первоначально византийцами и расширенный сельджуками и османами, по-прежнему находится в хорошем состоянии на центральной площади города. За короткое сельджукское правление было оставлено большое количество исторических достопримечательностей; исторические здания, такие как мечеть Хунад Хатун, мечеть Кили Арслана, Большая мечеть и больница Говар-Незибе.
Город славится своими продавцами ковров, а ковры можно приобрести от нового до 50 или более лет давности.

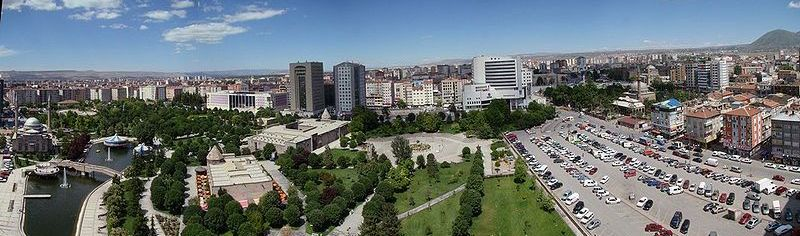
Панорамный вид на центр города, с деловым районом Текин и Ото Парк на переднем плане

## Население
Доля немусульман увеличилась с 14% в 1500 году до 22% к 1583 году. Армяне, которые составляли 82% немусульманского населения в 1500 году, умножились до 89% в 1583 году, увеличившись в количестве гораздо быстрее, чем греки.
В 1813 году в городе проживало 25,000 человек, из них 1500 армяне, 300 греки и 150 евреи. Тексиер утверждал, что официальное население в 1834 году составляло 60,000 человек или 11,900 домов (10,000 турецких, 1500 армянских, 400 греческих), по оценкам Гамильтона в 1837 году в городе было 10,000 домов. В том же году Пужулат сообщал о 9000 турках, 6000 армянах и 4000 греках, в общей сложности о 19,000 населении. На основе информации, предоставленной местным вельможей в 1839 году, Эйнсуорт пишет о 18,522 жителях из которых 12,176 мусульмане, 5237 армяне и 1109 греки. В 1849 году Мордман сообщает о 18,413 мужском населении включая 12,344 мусульман, 5002 армян и 1067 греков.

## Известные уроженцы, жители
- Римский политический деятель второй половины IV века Софроний происходил из Цезареи Каппадокийской.
- Прославленный в лике святых мучеников Евпсихий Кесарийский родился в Каппадокии и в правление императора Юлиана Отступника принял здесь мученическую кончину ( 362 году н.э.) [14]
- С Кесарией связана жизнь семьи свт. Василия Великого. Его отец - Василий Старший и мать — преподобная Эмилия Кесарийская[15] поселились в Кесарии после женитьбы. Святитель Василий Великий родился в Кесарии около 330 года, здесь же он служил на архиепископской кафедре. В Кесарии родились прославленные в лике святых братья Василия Великого — Григорий Нисский, Пётр Севастийский[англ.] и Навкратий[англ.], его сестра преподобная Макрина.

## Экономика

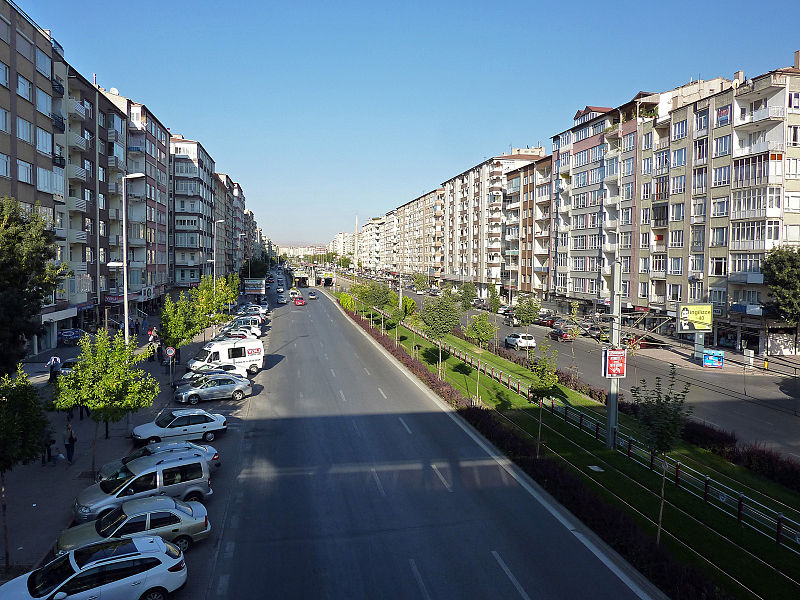
Проспект Сивас в Кайсери

Благодаря политике экономической либерализации, введенной в 1980-х годах, к своим предшественникам присоединилась новая волна торговцев и промышленников из Кайсери. Большинство этих новых промышленников выбирают Кайсери как основу для своей деятельности. В результате улучшения инфраструктуры город добился значительного промышленного роста с 2000 года и является одним из ключевых городов, характеризующих класс анатолийских тигров, с благоприятной средой, особенно для малых и средних предприятий.
Кайсери также стал одним из самых успешных мебельных предприятий в Турции и заработал более миллиарда долларов в экспортных доходах в 2007 году. Свободная зона Kayseri, созданная в 1998 году, сегодня насчитывает более 43 компаний с объёмом инвестиций в 140 миллионов долларов. Основными видами деятельности Зоны являются; производство, торговля, управление складом, монтаж и демонтаж, сборка-разборка, мерчандайзинг, техническое обслуживание и ремонт, инженерные мастерские, аренда офисных и рабочих мест, упаковка-переупаковка, банковское дело и страхование, лизинг, маркировка и оборудование для вывоза.
Некоторые социологи прослеживают этот экономический успех с модернистским исламским мировоззрением, называемым «исламским кальвинизмом», который, по их словам, укореняется в Кайсери.

## Достопримечательности
Возле города находятся очень древние следы от двухколёсных повозок, но без следов от копыт животных.

## Города-побратимы
- Крефельд
- Нальчик
- Саарбрюккен
- Мишкольц
- Мостар[19]
- Хомс
- Сиалкот[20]
- Йонъин
- Шуша[21]
- Павлодар